# Палац краківських єпископів (Кельці)

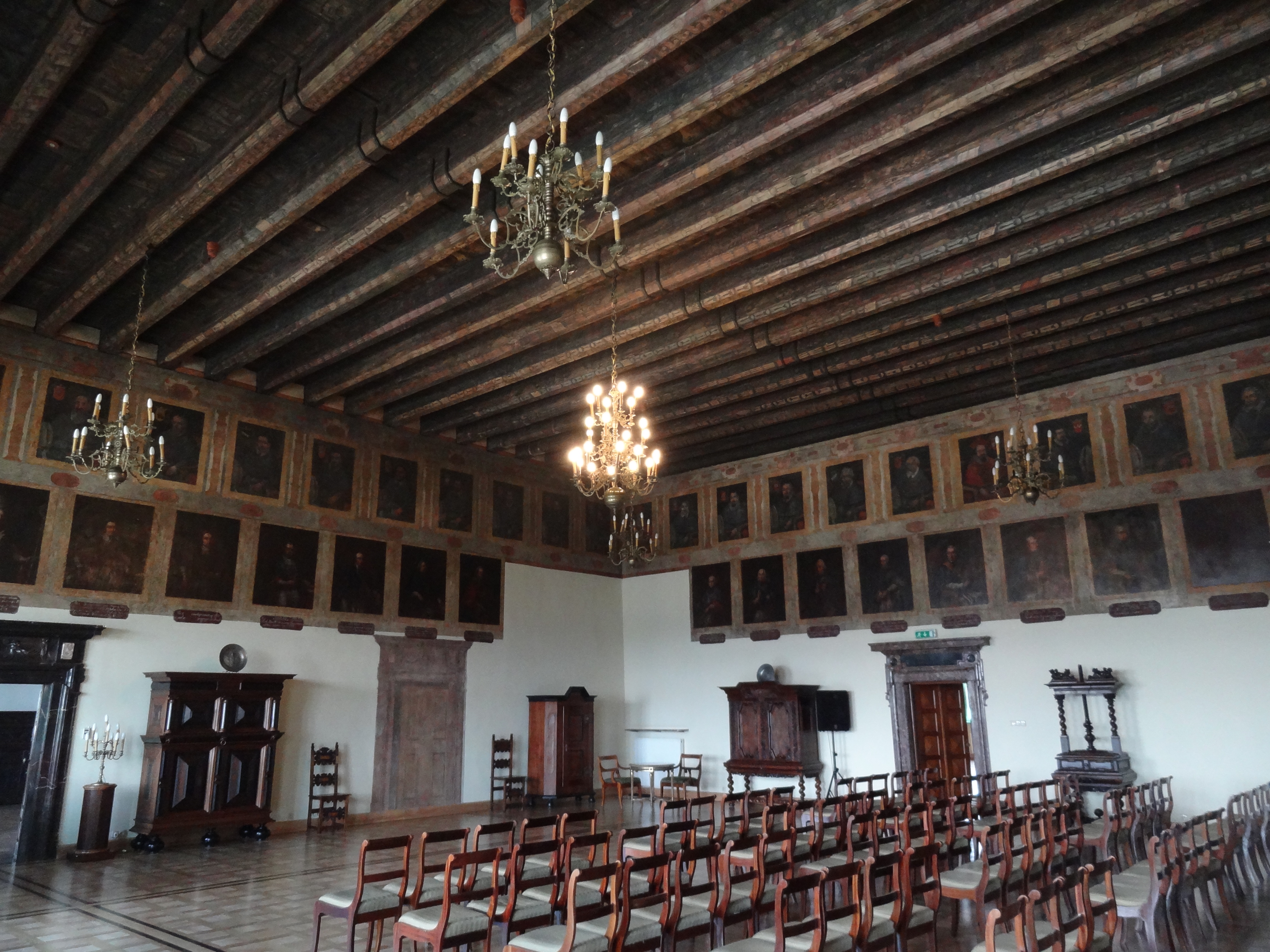
Верхня столова зала краківських єпископів

Палац краківських єпископів у Кельцях — палац у стилі бароко в місті Кельцях, який був резиденцією краківських єпископів. Найбільш збереглася оригінальна рання барокова палацова резиденція першої половини 17 століття в Польщі.

## Відомості
Приміщення збудоване в 1637—1641 роках. Споруджено його на Соборній горі за ініціативою і приватними коштами великого коронного канцлера і краківського єпископа Якуба Задзіка. Будівництво очолював Томаш Понсіно, а проєкт, ймовірно, виконав Джованні Тревано. Внутрішнє оздоблення зроблено майстернею Томаззо Долабелла. Плафони висвітлювали події, серед іншого, суду польських братів і мирні переговори під час війн зі Швецією та Росією, в яких брав участь фундатор. Палац був оточений оборонною стіною з ключовими бійницями та шпренгелями. Чотири башти були покриті листами бляхи. У 1667 році єпископ Анджей Тшебіцький покрив палац черепицею. У 1806 р. Імператор Австрії Франц II Габсбург передав палац, що належав державній скарбниці, для потреб новоствореної келецької єпархії. У 1816 році Станіслав Сташиць створив в палаці Школу академічно-гірничу. Після січневого повстання загарбники зняли шоломи на баштах і фігури московських і шведських послів на фронтоні. Палац у двадцятому столітті служив легіонерським штабом Юзефа Пілсудського, офісом для вербування, друкарнею, поштою, бюро перепусток та штабом місцевої щоденної газети. У 1920-і роки згідно проекту Шишко-Богуша зреконструйовано баррокові шоломи на баштах. У міжвоєнні роки Уряд воєвудський. У 1945—1971 роках садиба Воєвудської народної ради. З 1971 року тут розташований Національний музей. У 2005 році в задній частині палацу було відкрито Італійський сад.
Палац разом з його оточенням (порохова вежа, сад, комора на вулиці Замковій, 2) як комплекс було внесено до реєстру нерухомих пам'яток.

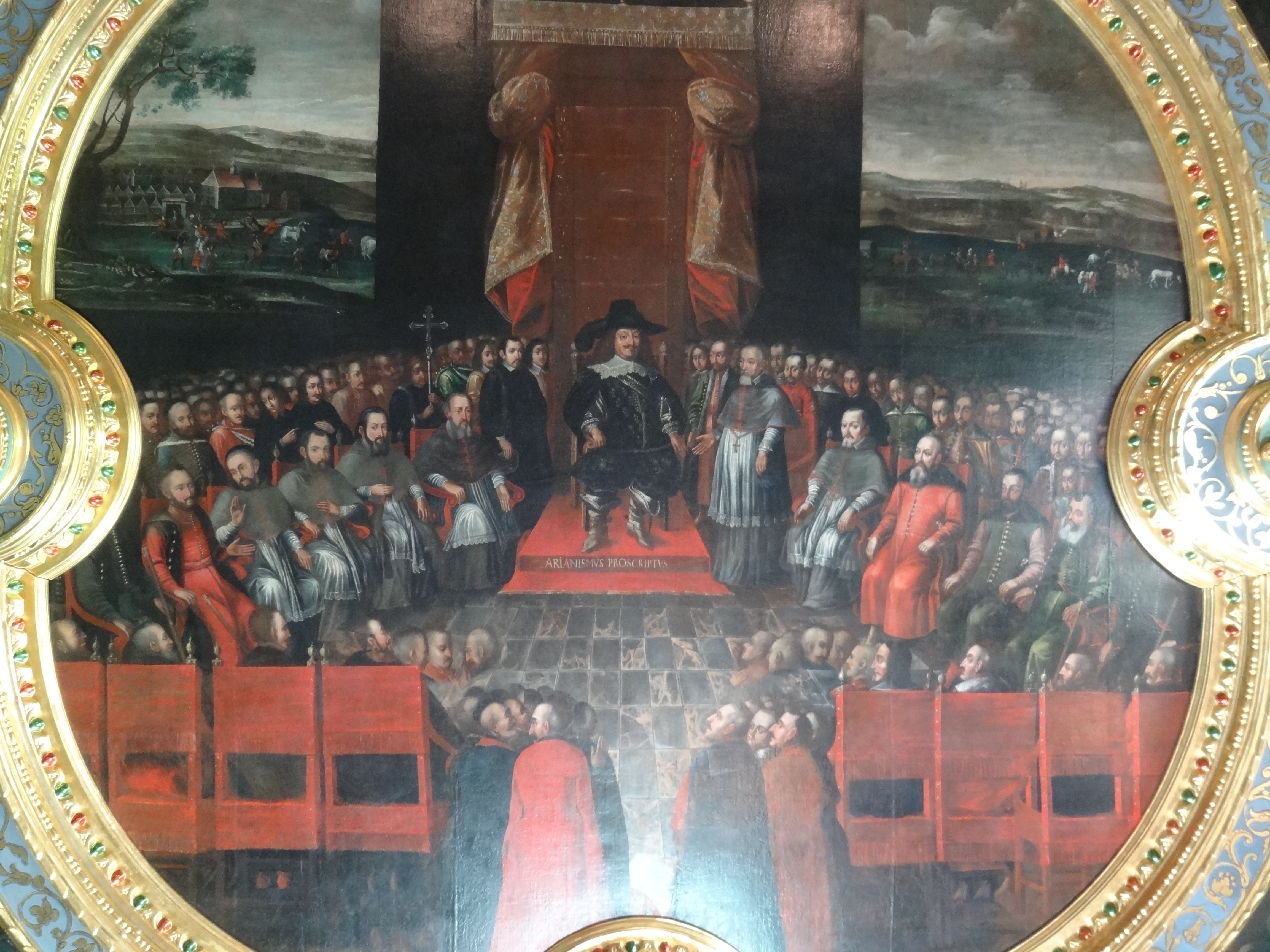
Один з плафонів єпископського палацу

## Туризм
Поблизу Палацу краківських єпископів проходить туристичний шлях
- червоний міський туристичний шлях веде через історичні і цікаві туристичні місця міста Кельць.

На захід від міста в Подзамчі Пєкашовськім розташовані руїни палацу Тарлів, що є досить достаменною копією келецької будівлі.